# 明石町 (碧南市)
明石町（あかしまち）は、愛知県碧南市の地名。

## 地理

### 交通
- 国道247号

### 施設
- 碧南市明石公園

## 歴史

### 地名の由来
新明石海岸に由来する。

### 沿革
- 1972年（昭和47年） - 公有水面埋立地により、碧南市明石町が成立[1]。
- 1977年（昭和52年） - 衣浦臨海公園設置[1]。

### WEB
1. ↑  “愛知県碧南市の町丁・字一覧”.   人口統計ラボ. 2024年3月8日閲覧。
2. ↑  総務省統計局 (2022年2月10日). “令和2年国勢調査の調査結果(e-Stat) - 男女別人口，外国人人口及び世帯数－町丁・字等” (CSV). 2023年8月2日閲覧。
3. ↑  “読み仮名データの促音・拗音を小書きで表記するもの(zip形式) 愛知県” (zip).   日本郵便 (2024年2月29日). 2024年3月26日閲覧。
4. ↑  “市外局番の一覧” (PDF).   総務省 (2022年3月1日). 2022年3月22日閲覧。
5. ↑  “ナンバープレートについて”.   一般社団法人愛知県自動車会議所. 2024年1月21日閲覧。

### 書籍
1. 1 2 3  「角川日本地名大辞典」編纂委員会 1989, p. 75.